# سکورا
شهر سکورا (به سوئدی: Skara) در ناحیه شهری سکورا در کشور سوئد واقع شده‌است. جمعیت این شهر ۱۴۶۳٫۶۵  نفر است.